# James Atkinson
James Atkinson   (DeLand, 10 de gener de 1929 - Black Mountain, 31 de juliol de 2010) fou un pilot de bob estatunidenc que va competir a començament de la dècada de 1950.
El 1952 va prendre part en els Jocs Olímpics d'Hivern d'Oslo, on guanyà disputà la medalla de plata en la prova del bobs a quatre del programa de bob. Va formar equip amb Stanley Benham, Patrick Martin i Howard Crossett. En el seu palmarès també destaquen una medalla d'or i una de plata al Campionat del món de bob.